# Emmesomyia dorsalis
Emmesomyia dorsalis är en tvåvingeart som först beskrevs av Stein 1915.  Emmesomyia dorsalis ingår i släktet Emmesomyia och familjen blomsterflugor. Inga underarter finns listade i Catalogue of Life.